# Mirhipipteryx schuchmanni
Mirhipipteryx schuchmanni is een rechtvleugelig insect uit de familie Ripipterygidae. De wetenschappelijke naam van deze soort is voor het eerst geldig gepubliceerd in 1994 door Günther.